# Ministère des Travaux publics (Venezuela)
Pour les articles homonymes, voir Ministère des Travaux publics.
Le ministère des Travaux publics (Ministerio del Poder Popular para Obras Públicas, en espagnol, littéralement, « ministère du Pouvoir populaire pour les Travaux publics ») est un ministère du gouvernement du Venezuela. 

## Chronologie
Le ministère antérieur s'intitule ministère des Transports terrestres et des Travaux publics jusqu'au 4 janvier 2017, date à laquelle le président Nicolás Maduro ne le sépare en deux entités, le ministère du Transport qui continue d'être dirigé par Ricardo Molina (jusqu'en juin 2017) et le présentement ministère des Travaux publics qui et confié à César Alberto Salazar.

## Liste des ministres

### Ministres des Travaux publics
| Image | Nom                     | Parti | Début          | Fin          |
| ----- | ----------------------- | ----- | -------------- | ------------ |
|       | Juan José Ramírez Luces |       | 2025           |              |
|       | Juan José Ramírez Luces |       | 2024           | 2025         |
|       | Raúl Paredes            |       | 12 août 2019   | 2024         |
|       | Marleny Contreras       | PSUV  | 14 juin 2018   | 12 août 2019 |
|       | César Alberto Salazar   | PSUV  | 4 janvier 2017 | ?            |

### Ministres des Transports terrestres et des Travaux publics
| Image | Nom              | Parti | Début         | Fin            |
| ----- | ---------------- | ----- | ------------- | -------------- |
|       | Ricardo Molina   |       | 2 août 2016   | 4 janvier 2017 |
|       | Luis Sauce       |       | décembre 2015 | 2016 ?         |
|       | Haiman El Troudi |       | 17 juin 2013  | décembre 2015  |